# هجليج ويلسوني
هجليج ويلسوني (الاسم العلمي:Balanites wilsoniana) هي نوع من النباتات يتبع جنس الهجليج من الفصيلة الرطريطية.